# علی‌اکبر صبوری
علی‌اکبر صبوری (زادهٔ تیر ۱۳۳۹ در کاشمر) دانشمند ایرانی در زمینهٔ بیوشیمی‌فیزیک و استاد ممتاز مرکز تحقیقات بیوشیمی و بیوفیزیک (IBB) دانشگاه تهران است. او برای کارهایش در زمینهٔ بیوترمودینامیک، سینتیک آنزیمی، کالری‌سنجی و علم‌سنجی شناخته شده و نویسندهٔ صدها مقاله در مجلات علمی معتبر بین‌المللی می‌باشد. صبوری اکنون مدیریت گروه بیوفیزیک در IBB را برعهده دارد.

## کتاب‌ها
- ترمودینامیک شیمیایی، به همراه علی‌اکبر موسوی موحدی، تهران: انتشارات دانشگاه تهران.
- سینتیک آنزیمی، به همراه علی‌اکبر موسوی موحدی، تهران: انتشارات دانشگاه تهران.
- مکانیک کوانتوم در شیمی، ملوین هانا، نشر مشهد (ترجمه).
- شیمی فیزیک اتکینز، نشر نوپردازان (ترجمه).
- اصول و کاربردهای طیف‌سنجی فلورسانس، جیهاد رنه آلبانی، انتشارات دانشگاه تهران (ترجمه).
- اصول و قواعد نوشتن دفتر آزمایشگاهی، به همراه میترا پیرحقی، انتشارات دانشگاه تهران.
- فیزیک داروسازی و علوم دارویی مارتین، انتشارات دانشگاه تهران (ترجمه).
- کاربردهای زیستی نانومواد، ۳ جلدی، انتشارات دانشگاه تهران.
- آموزش عالی، توسعه علمی و مرجعیت علمی، انتشارات دانشگاه تهران.